# Copa espanyola de futbol sala masculina
La Copa espanyola de futbol sala, coneguda com a Copa d'Espanya de futbol sala, és la segona competició en importància a Espanya de futbol sala. De caràcter anual, és organitzada per la Lliga Nacional de Fútbol Sala des de l'any 1990. La competició va néixer fruit de la fusió de les dues associacions estatals de futbol sala, l'Asocciació de Clubs Espanyols de Futbol Sala (ACEFS) i l'Associació de Clubs de la Lliga Nacional (ASOFUSA).
Hi participen els vuit primers equips classificats de la lliga regular en finalitzar la primera volta. Si la seu organitzadora té un club a divisió d'honor, aquest ocupa una de les vuit places independentment de la seva classificació. La fase final es disputa en format d'eliminatòria directa durant un cap de setmana, normalment al més de març o abril. L'equip guanyador és declarat campió de la Copa d'Espanya i té dret a participar en la Supercopa espanyola i a les competicions europees de la temporada següent.
L'Inter Movistar és el dominador històric de la competició amb deu triomfs. El Futbol Club Barcelona, amb set títols, guanyà la competició per primer cop el 2011 i és el dominador del torneig des de la dècada de 2010 i 2020. Per altra banda, ElPozo Murcia ha conquerit la Copa en quatre ocasions (1995, 2003, 2008, 2010).

## Historial
| En negreta = Equip guanyador (prò.) = Pròrroga (p.) = Penals (1) = Nombre de títols Nota: Noms dels equips segons l'època. |

| Edició | Temp.   | Data       | Campió                       | Resultat      | Subcampió               | Seu                                        | refs.  |
| ------ | ------- | ---------- | ---------------------------- | ------------- | ----------------------- | ------------------------------------------ | ------ |
| I      | 1989-90 | 06-07-1990 | Interviú Lloyd's (1)         | 6-4           | Keralite Macer          | Ciutat Esportiva de Lanzarote, Arrecife    | [ 3 ]  |
| II     | 1990-91 | 07-07-1991 | Caja Toledo (1)              | 6-5           | Pennzoil Marsanz        | Pavelló Príncipe Felipe, Saragossa         | [ 4 ]  |
| III    | 1991-92 | 28-06-1992 | Pennzoil Marsanz (1)         | 4-4 (3-2, p.) | Sego Zaragoza           | Pavelló Municipal de Càceres               | [ 5 ]  |
| IV     | 1992-93 | 17-01-1993 | Sego Zaragoza (1)            | 6-4           | Caja Castilla-La Mancha | Pavelló Príncipe Felipe, Saragossa         | [ 6 ]  |
| V      | 1993-94 | 12-03-1994 | Marsanz Torrejón (2)         | 2-1           | ElPozo Murcia           | Pavelló Ciutat de Castelló                 | [ 7 ]  |
| VI     | 1994-95 | 04-03-1995 | ElPozo Murcia (1)            | 6-3           | Caja Castilla-La Mancha | Palau d'Esports, Múrcia                    | [ 8 ]  |
| VII    | 1995-96 | 25-02-1996 | Interviú Boomerang (2)       | 1-1 (3-2, p.) | Platges de Castelló     | Pavelló Ciutat de Castelló                 | [ 9 ]  |
| VIII   | 1996-97 | 16-03-1997 | Maspalomas Sol de Europa (1) | 2-1           | Boomerang Interviú      | Palau d'Esports, Múrcia                    |        |
| IX     | 1997-98 | 08-03-1998 | Caja Segovia (1)             | 1-0           | CLM Talavera            | Pavelló Pedro Delgado, Segòvia             | [ 10 ] |
| X      | 1998-99 | 29-03-1999 | Caja Segovia (2)             | 3-2           | Boomerang Interviú      | Pavelló Infanta Cristina, Roquetas de Mar  | [ 11 ] |
| XI     | 1999-00 | 02-04-2000 | Caja Segovia (3)             | 2-1           | CLM Talavera            | Pavelló Parque Corredor, Torrejón de Ardoz | [ 12 ] |
| XII    | 2000-01 | 15-04-2001 | Antena3 Boomerang (3)        | 5-3           | Platges de Castelló     | Palau d'Esports, Múrcia                    | [ 13 ] |
| XIII   | 2001-02 | 03-02-2002 | Vijusa València (1)          | 6-5           | ElPozo Murcia           | Pavelló Font de Sant Lluís, València       | [ 14 ] |
| XIV    | 2002-03 | 13-04-2003 | ElPozo Murcia Turística (2)  | 5-1           | Boomerang Interviú      | Palau de Vista Alegre, Còrdova             | [ 15 ] |
| XV     | 2003-04 | 07-03-2004 | Boomerang Interviú (4)       | 3-1           | Platges de Castelló     | Pavillón Fontes do Sar, Santiago           |        |
| XVI    | 2004-05 | 23-01-2005 | Boomerang Interviú (5)       | 4-3           | Azkar Lugo FS           | Pavelló Universitario, Pamplona            |        |
| XVII   | 2005-06 | 22-01-2006 | Lobelle Santiago (1)         | 2-2 (5-4, p.) | Boomerang Interviú      | Pavelló Príncipe Felipe, Saragossa         |        |
| XVIII  | 2006-07 | 18-03-2007 | Boomerang Interviú (6)       | 8-4           | ElPozo Murcia Turística | Pazo dos Deportes, Lugo                    |        |
| XIX    | 2007-08 | 17-02-2008 | ElPozo Murcia Turística (3)  | 2-1           | Móstoles 2008           | Pavelló Municipal El Sargal, Conca         |        |
| XX     | 2008-09 | 01-03-2009 | Inter Movistar (7)           | 5-3           | ElPozo Murcia Turística | Palau d'Esports de Granada                 |        |
| XXI    | 2009-10 | 14-02-2010 | ElPozo Murcia Turística (4)  | 3-2           | Lobelle Santiago        | Pavillón Fontes do Sar, Santiago           |        |
| XXII   | 2010-11 | 06-02-2011 | FC Barcelona Lassa (1)       | 3-2           | ElPozo Murcia           | Pavelló Pedro Delgado, Segòvia             |        |
| XXIII  | 2011-12 | 11-03-2012 | FC Barcelona Lassa (2)       | 5-3           | Santiago Futsal         | Palau d'Esports, Logronyo                  |        |
| XXIV   | 2012-13 | 24-03-2013 | FC Barcelona Lassa (3)       | 4-2           | ElPozo Murcia           | Pavelló Caja Madrid, Alcalá de Henares     |        |
| XXV    | 2013-14 | 16-03-2014 | Inter Movistar (8)           | 4-3           | ElPozo Murcia           | Palau d'Esports, Logronyo                  |        |
| XXVI   | 2014-15 | 15-03-2015 | Jaén Paraiso Interior (1)    | 6-4           | FC Barcelona Lassa      | Quijote Arena, Ciudad Real                 | [ 16 ] |
| XXVII  | 2015-16 | 13-03-2016 | Inter Movistar (9)           | 2-1           | ElPozo Murcia           | Pavelló Jorge Garbajosa, Guadalajara       | [ 17 ] |
| XXVIII | 2016-17 | 12-03-2017 | Inter Movistar (10)          | 4-4 (9-8, p.) | ElPozo Murcia           | Quijote Arena, Ciudad Real                 | [ 18 ] |
| XXIX   | 2017-18 | 18-03-2018 | Jaén Paraiso Interior (2)    | 4-3           | Inter Movistar          | WiZink Center, Madrid                      | [ 19 ] |
| XXX    | 2018-19 | 03-03-2019 | FC Barcelona (4)             | 2-1           | ElPozo Murcia           | Pavelló Font de Sant Lluís, València       | [ 20 ] |
| XXXI   | 2019-20 | 08-03-2020 | FC Barcelona (5)             | 4-3           | Viña Albali Valdepeñas  | Pavelló Martín Carpena, Màlaga             | [ 21 ] |
| XXXII  | 2020-21 | 28-03-2021 | Inter Movistar (11)          | 6-1           | FC Barcelona            | WiZink Center, Madrid                      | [ 22 ] |
| XXXIII | 2021-22 | 03-04-2022 | FC Barcelona (6)             | 3-3 (7-6, p.) | ElPozo Murcia           | Olivo Arena, Jaen                          | [ 23 ] |
| XXXIV  | 2022-23 | 12-02-2023 | Jaén Paraiso Interior (3)    | 3-1           | Inter Movistar          | Palau Municipal d'Esports, Granada         | [ 24 ] |
| XXXV   | 2023-24 | 24-03-2024 | FC Barcelona (7)             | 3-3 (4-2, p.) | ElPozo Murcia           | Palau d'Esports, Cartagena                 | [ 25 ] |

## Palmarès
| Equip                                  | Campió | Subcampió | Finals | Anys campió                                                                                       | Anys subcampió                                                                                             |
| -------------------------------------- | ------ | --------- | ------ | ------------------------------------------------------------------------------------------------- | --- |
| Interviú Fútbol Sala                   | 11     | 5         | 16     | 1989-90, 1995-96, 2000-01, 2003-04, 2004-05, 2006-07, 2008-09, 2013-14, 2015-16, 2016-17, 2020-21 | 1996-97, 1998-99, 2002-03, 2005-06, 2017-18                                                                |
| Futbol Club Barcelona                  | 7      | 2         | 9      | 2010-11, 2011-12, 2012-13, 2018-19, 2019-20, 2021-22, 2023-24                                     | 2014-15, 2020-21                                                                                           |
| ElPozo Murcia                          | 4      | 12        | 16     | 1994-95, 2002-03, 2007-08, 2009-10                                                                | 1993-94, 2001-02, 2006-07, 2008-09, 2010-11, 2012-13, 2013-14, 2015-16, 2016-17, 2018-19, 2021-22, 2023-24 |
| Caja Segovia Fútbol Sala               | 3      | 0         | 3      | 1997-98, 1998-99, 1999-00                                                                         | — |
| Jaén Fútbol Sala                       | 3      | 0         | 3      | 2014-15, 2017-18, 2022-23                                                                         | — |
| Marsanz Torrejón Fútbol Sala           | 2      | 1         | 3      | 1991-92, 1993-94                                                                                  | 1990-91 |
| Castilla-La Mancha Fútbol Sala         | 1      | 4         | 5      | 1990-91                                                                                           | 1992-93, 1994-95, 1997-98, 1999-00                                                                         |
| Santiago Futsal                        | 1      | 2         | 3      | 2005-06                                                                                           | 2009-10, 2011-12                                                                                           |
| Sego Zaragoza                          | 1      | 1         | 2      | 1992-93                                                                                           | 1991-92 |
| Gran Canaria Fútbol Sala               | 1      | 0         | 1      | 1996-97                                                                                           | — |
| València Futbol Sala                   | 1      | 0         | 1      | 2001-02                                                                                           | — |
| Club de Fútbol Sala Bisontes Castellón | 0      | 4         | 4      | —                                                                                                 | 1989-90, 1995-96, 2000-01, 2003-04                                                                         |
| Prone Lugo Asociación Deportiva        | 0      | 1         | 1      | —                                                                                                 | 2004-05 |
| Fútbol Sala Móstoles                   | 0      | 1         | 1      | —                                                                                                 | 2007-08 |
| Fútbol Sala Valdepeñas                 | 0      | 1         | 1      | —                                                                                                 | 2019-20 |